# Cumin
O Cumin é o auxiliar direto do garçom.[ligação inativa]

## Etimologia
Provavelmente o termo cumim ou cumin, utilizado no Brasil, é uma derivação da palavra francesa commis, que significa encarregado, utilizada para designar um auxiliar.

## Função
Prepara a mesa antes do início do evento, durante ou após o jantar, recolhe os utensílios levando-as para a copa, ajuda o garçom nas mudanças de pratos, auxilia os chefs, bem como no rápido desembaraço, limpeza e arranjo das mesas, contribuindo para a boa execução das tarefas deste setor.